# ノーフィアー
NO FEAR（ノー・フィアー）は、プロレスラーによるユニットもしくはタッグチーム。

## 概要
元々は、大森隆男と高山善廣のタッグチームであったが、後に浅子覚が加入したために、ユニットへ移行した。その後「NO FEAR」といえばこの3人のユニットもしくは大森と高山のタッグのどちらかを指すものとなった。
ユニット名の語源は、ビーバー・テオドセイキスによってプロデュースされた同名の西海岸・エクストリーム系アウトドアブランド。入場時には3人お揃いで同ブランドのTシャツを着用していた。
また、大森は有明コロシアムで行われた対橋本真也戦にブラックのベンチコートをガウン代わりに使用。プロレスリングZERO-ONE旗揚げ戦での対アレクサンダー大塚、高岩竜一戦は、勝利後に高山・大森揃ってNO FEARフラッグを掲げているなど、積極的なブランド展開も見せていた。
なお、アジアタッグ王座・世界タッグ王座・GHCタッグ王座をそれぞれ1度ずつ戴冠しているが、すべて初防衛に失敗し、結局防衛は一度もできなかった。

## 来歴

### 全日本プロレス時代
1998年11月、全日本プロレスにて大森隆男と、当時フリーだった高山善廣がコンビを組んで、世界最強タッグ決定リーグ戦に出場する。しかしこれは、会社側の意向でのタッグ結成であり、以降のタッグ継続は両者とも考えていなかった。リーグ戦は1勝6敗の成績に終わるが、上を目指すという共通の目的があったことで意気投合、タッグ存続を決定した。結成当初はゲーリー・オブライトを含めたトリオとしての出場も多く、解散したTOPの延長線上のイメージは拭えなかった。この件に関して大森も「高山選手と組んでいるから惰性でゲーリーとも組むというのは僕は嫌」と異論を述べていた。
1999年5月、高山が全日本プロレスに正式入団。東京ドームで行われたジャイアント馬場引退記念興行で大森、高山、オブライトのトリオで参戦し、同時にチーム名「NO FEAR」を発表。この頃から威勢のいい言動が目立つ様になり、様々な展開を作り出すスタイルの新日本プロレスならまだしも、ファイト重視の全日本のリングにおいてテレビカメラに向かって傲岸不遜な態度で自らをアピールし異彩を放った。リング上でも破天荒な闘いぶりが若者を中心に多くのファンの共感を呼んだ。
6月、ハヤブサ&新崎人生からアジアタッグ王座を奪取。その勢いで世界タッグ王座の常連の川田利明&田上明にノンタイトル戦ながらも勝利。7月にはジョニー・エース&バート・ガンから世界タッグ王座を奪取し、史上初の世界タッグ&アジアタッグのタッグ三冠王に輝いた。
しかし8月25日、タッグ三冠を三沢光晴&小川良成組との初防衛戦で落とす。同年の最強タッグは8チーム中6位に終わるなどチームの勢いは持続できなかった。同年秋にはトリオを組む機会が多かったオブライトを準メンバーと認め、さらには2000年1月には浅子覚が正メンバーとして加入した。しかしオブライトは同年1月にアメリカで死去。
2000年は大森と高山はシングル・プレーヤーとしての存在感を高め、大森はチャンピオン・カーニバルの決勝戦に進出、高山は小橋建太の三冠ヘビー級王座に挑戦した。
6月、メンバーは揃ってプロレスリング・ノアへ移籍。

### プロレスリング・ノア時代
プロレスリング・ノア旗揚げ戦では、高山、大森、浅子が揃って金髪・白コスチュームで登場。以後、高山は金髪がトレードマークとなる。移籍後も止まることのない勢いで連戦連勝を重ねるが、途中で高山と大森が分裂し、高山は秋山、大森は小橋と組んだこともあった。しかしこれは、小橋を貶めるための秋山と組んだ壮大な罠で、試合途中で大森が秋山・高山側に寝返ったのである。このような仕掛けが未だ地上波中継がついていなかったノアのリングを盛り上げ続けた。
2001年、高山が総合格闘技PRIDEへの出場を契機にノアを退団してフリーに転向したが、ユニットの活動は変わらず継続された。GHCヘビー級王座が新設されると、初代王者決定トーナメントに大森と高山がそれぞれ参加。大森は秋山との接戦の末に敗れて1回戦敗退となるが、高山は決勝戦まで昇り詰め、三沢に敗れながらも力量を見せつけた。同年にGHCタッグ王座が新設されると、圧倒的な強さで連勝街道を積み重ねていたNO FEARは社長の三沢光晴に対し「やる前から結果など分かっている」「俺達が初代で挑戦者決定トーナメントにしろ」「そうでないならトーナメントには出ない」と要求する。しかし三沢は「じゃあ出なくていいよ」と反対に返した。しかし既にフリーだった高山は許されたが、所属選手の大森は出場を命令され、当時ZERO-ONE所属でアニマル浜口ジムで練習を共にした大谷晋二郎をパートナーに出場するという一波乱もあった（途中敗退）。トーナメント決勝において、大森と高山は実況解説席に座り、「これは俺達への『挑戦者決定戦』だ。」とあくまで自分達こそがタッグ王者である事を強調し続け、実況の矢島学が(NO FEARから見ての)失言をすると、「矢島！お前、クビにするぞ！」と説教した。同年12月に第2代GHCタッグ王者の三沢&小川組にNO FEARとして挑戦し、第3代GHCタッグ王者に輝いたが、翌2002年2月の森嶋猛&力皇猛組との初防衛戦に敗れ、タイトルを手放した。一方、唯一のジュニアヘビー級選手であった浅子は2001年9月に金丸義信が持つGHCジュニアヘビー級王座に挑戦するも敗戦。浅子はこれがキャリア最後のタイトルマッチであった。

### 解散
順風満帆に見えたNO FEARであったが、フリーとなってPRIDEや新日本プロレスなどのリングに精力的に上がり、実績を積み重ねていった高山に対し、大森はチャンスを貰いながらもシングル戦で精彩を欠いた。当時の実績を考えれば勝ってもおかしくない相手であった泉田純や池田大輔に大金星を献上し、キャリア10年目に突入しながら、シングルベルトは挑戦権すら得られなかった。そうした状況の中、大森は現状打破の為に単独アメリカ遠征を表明したが、メディア上ではNO FEARのタッグ解散説が噂されるようになる。5月9日の後楽園ホール大会でNO FEARは秋山&金丸組と対戦するが、試合開始直前に秋山が「大森、よく聞けよ。お前の大好きな高山は新しいパートナーを見つけて、お前なんかもういらないんだよ。お前はノアで高山に使われてるだけなんだよ。よく考えろよ、バカ！」と挑発したが、激昂して食ってかかった高山とは裏腹に大森はリアクションを見せずにそのまま試合が始まる。やがてNO FEARの連携攻撃が次々と決まっていくが、大森はここで高山にアックスボンバーを見舞い、秋山や金丸も倒してそのままリングを降りてマイクを掴むと、「おい、高山！…あばよ！」の言葉を残して退場した（結果は大森の試合放棄によるノーコンテスト）。これによってタッグチームとしてのNO FEARは正式に解散。ノア旗揚げから解散までの2年弱において残した戦績は61戦58勝2敗1無効試合であった。
試合後、大森は「高山は新日本、ZERO-ONE、PRIDE出ていくだけで結果出してないじゃないか。」、「使われるようなパートナーでいるつもりはない。こっちからサヨナラだ。」、高山は「檄を飛ばしてやったのに、あいつは最初に組み始めた時に言ってた事とやってる事が違うのに気づかない。それが組んでて1番嫌だった。」、「飼い犬が主人に逆らったらどうなるか教えてやる。」とお互いに不満を吐露した。そして5月26日、大森はモハメド・ヨネと、高山は杉浦貴と組んでタッグマッチとして遺恨決着戦に挑むが、大方の予想通り大森と高山の一騎討ち状態となり、大森はアックスボンバーを放つ右腕に集中攻撃を浴びて決定打を欠き、最後は高山のエベレスト・ジャーマン・スープレックスホールドで敗れた。その後、改めてシングル・プレーヤーとなった大森は秋山との壮行試合を経てアメリカ遠征に出発した。
その頃、浅子も頸椎ヘルニアを理由に引退。これによりNO FEARは完全に解体となる。大森は米国で、ノア役員であるハーリー・レイスの団体であるWLWに預けられ、プロレスリング・アイアンやTNAなどに参戦していたが、米国メジャー団体のWWEのトライアウトを、ノアや肖像権を持つ日本テレビに無断で受けていたことが発覚。2003年1月、大森は帰国しノアと緊急会談が開かれたが、会社側と意見が合わず決裂、ノアを退団。ノアは大森を二度とノアマットに上げないことを明言した。高山はこの大森の行動を大いに非難し、両者の溝は決定的となった。
ノア退団後の大森は旗揚げされたWJプロレスに入団するが、放漫経営による給料遅配などのトラブルを受け、他の選手と共に契約を解除。フリーランスとして全日本プロレスやZERO-ONEに参戦した後、2005年にZERO-1MAXへ入団。AWA世界ヘビー級王座を獲得した事を契機に、威勢の良いファイトスタイルはそのままに試合を終えると礼儀正しい振る舞いを通すようになり、NO FEAR時代のビッグマウスからキャラクターを一新させた。一方、高山はNO FEAR時代のスタイルをそのまま貫きながらもシングル・タッグ、ノア内外でも活躍の場を広げ、新日本プロレスでは外敵の一角としてその存在を知らしめる。2004年、試合後に脳梗塞を発症してしばし療養生活を送らざるを得なかったが、2年後にノアの日本武道館大会で復帰を果たしている。

### その後
大森と接触を断っていた高山が2006年12月27日、ZERO1-MAX後楽園大会に突如登場した上で大森を襲撃、大流血に追い込んだ。これによって翌2007年に大森と高山がタッグマッチで試合をしている。
2011年8月、東日本大震災チャリティー興行「ALL TOGETHER」において、第8試合が「NO FEAR! GO AHEAD!!」と銘打たれ、9年ぶりに再結成。佐々木健介&秋山準組と対決するも敗北。
2013年5月、小橋建太引退興行で再結成、丸藤正道＆鈴木みのる組に勝利を収めた。ノア主催興行であったため、11年ぶりの緑のマットでのNO FEAR復活となった。
2016年8月21日、全日本プロレスの大阪府立体育会館大会で約3年ぶりにリングに揃い踏みし、諏訪魔＆不動力也組に勝利。
2017年、高山が試合中の事故で頸髄損傷および変形性頚椎症を発症し、リハビリ生活を送る事になった。これによってNO FEARとしてのプロレス活動は事実上出来なくなったが、大森並びに浅子は高山に激励を送り、支援募金への参加や病室を訪問し3人で写真を撮るなど交流は続いている。
2022年6月15日、小橋建太プロデュース大会「Fortune Dream 7」にて試合開始前に高山が映像出演し、「行くぞ!ノーフィアー!」の掛け声で大会がスタート。第一試合には金髪姿の大森が出場し、セコンドの浅子とともにノーフィアーポーズを決め、試合では鬼塚一聖を一蹴した。試合後も大森と浅子は、高山への支援呼びかけと、ノーフィアーの存続をアピールした。

## 決めポーズ
インタビューの最後はカメラ正面を指差し「行くぞ、NO FEAR」と叫んで締めるアピールが定番であった。
解散後は現在まで高山の代名詞となっている。

## メンバー
- 高山善廣（ボス）
- 大森隆男（キャプテン）
- 浅子覚（リーダー）

### 準メンバー
- ゲーリー・オブライト（1998年 - 1999年）

### 共闘メンバー
マッチメイク上、NO FEARに組み入れられる機会の多かった選手。
- 馳浩（1999年 - 2000年）
- 森嶋猛（1999年 - 2000年）
- 杉浦貴（2000年 - 2002年）

この他に渕正信や中堅外国人選手なども共闘したことがある。

## 合体技
ビッグ・ハイヤー・デモリッション
ツープラトン式のパワーボム。高山と大森が横並びになり、相手の片足ずつを担ぎ上げて、前方にランニングしつつ叩き付ける。
クロス・ボンバー
高山がラリアットを、大森がアックスボンバーを相手の前後からサンドイッチ式に浴びせる技。原型はキン肉マンのヘル・ミッショネルズ（ネプチューンマン&ビッグ・ザ・武道組）が使用した同名の必殺技。
NO FEARドロップ
ダブル・ショルダータックルで相手をダウンさせた後、相手を挟んで高山と大森が立ち、互いの腕を組んでエルボー・ドロップを浴びせる。

## タイトル歴
全日本プロレス
世界タッグ王座 - 第38代（高山善廣&大森隆男組）
アジアタッグ王座 - 第66代（高山善廣&大森隆男組）
プロレスリング・ノア
GHCタッグ王座 - 第3代（高山善廣&大森隆男組）